# Actinote negra
Actinote negra is een vlinder uit de familie van de Nymphalidae. De wetenschappelijke naam van de soort is voor het eerst geldig gepubliceerd in 1862 door vader en zoon Felder.

## Ondersoorten
- Actinote negra negra
- Actinote negra demonica (Höpffer, 1874)